# Acyrthosiphon lambersi
Acyrthosiphon lambersi är en insektsart. Acyrthosiphon lambersi ingår i släktet Acyrthosiphon och familjen långrörsbladlöss. Inga underarter finns listade i Catalogue of Life.